# Монастырь Мала-Ремета
Монастырь Мала-Ремета (серб. Манастир Мала Ремета) или Реметица (серб. Манастир Реметица) в честь Покрова Пресвятой Богородицы — женский монастырь Сремской епархии Сербской православной церкви на кряже Фрушка-Гора в общине Ириг Сремского округа Воеводины.
Монастырь входит в список памятников культуры Сербии исключительного значения.

## История
Первым письменным упоминанием монастыря Мала-Ремета является турецкий документ, датированный 1546 годом. В дальнейшем обитель была разрушена. В конце XVII века монастырь был восстановлен монахами из монастыря Рача. Мала-Ремета стала метохом монастыря Беочин. В 1739—1759 годах была проведена реконструкция монастыря, придавшая ему современный вид. 
В 2001—2002 годах был проведён ремонт крыши. В 2005 году построена новая трапезная.
По состоянию на 2014 год в монастыре проживало две монахини. Настоятельница — игуменья Рафаила (Маркович).